# Martina Fluck
Martina Fluck (* 1963 in Düsseldorf) ist eine deutsche Autorin und Regisseurin.

## Leben
Martina Fluck, eine von zwei Töchtern von Christa Fluck, geborene Reuse, und des Pädagogen Bernhard Fluck, studierte an der Hochschule für Fernsehen und Film in München Dokumentarfilmregie. 1989 gründete sie gemeinsam mit dem Kameramann Jürgen Hoffmann die YUCCA Filmproduktion, die anfänglich Dokumentarfilme, Reportagen und Magazinbeiträge für Fernsehen und Kino produzierte und später ihr Spektrum auf den Industrie- und Werbefilm ausdehnte. Seit 2005 organisiert Fluck das Dithmarscher Kurzfilmfest KUNSTGRIFFROLLE. Seit 2015 ist sie Kulturvermittlerin im Bundesland Schleswig-Holstein im Rahmen des Projektes "Kultur trifft Schule - Schule trifft Kultur".

## Werk
Für den Kinodokumentarfilm Mein Traum, meine Liebe, meine Hoffnung – Lebenserinnerungen der Eva Sioa erhielt sie 1993 den Hessischen Filmpreis für Idee, Recherche und Drehbuch. Mit öffentlicher Unterstützung entstanden die Schriftstellerporträts Erna Weißenborn – Eine Frau schreibt ihren Weg (2000), Klaus Groth – Ein Dichterleben (2007), James Krüss oder Die Suche nach den glücklichen Inseln (2007), der Kinodokumentarfilm Theodor Storm – So komme, was da kommen mag! (2011) sowie der Kinodokumentarfilm Traumbilder über das Leben von Friedrich Hebbel. Wichtige Dokumentarfilme entstanden in Kooperation mit dem Nordfriesland Museum. Nissenhaus Husum – Die große Sturmflut von 1962 an Schleswig-Holsteins Nordseeküste sowie der Dokumentarfilm über den Auswanderer Ludwig Nissen – den Namensgeber und Stifter des Museums. Ein weiterer Auswanderer-Film fokussiert die Geschichte der Brüder Rudolph und Gus Dirks Katzenjammer Kauderwelsch, die aus Schleswig-Holstein stammen und Anfang des 20. Jahrhunderts den modernen Comic maßgeblich mit erfanden. Der Film wurde auf den 61. Nordischen Filmtagen Lübeck 2019 uraufgeführt.
2023 erschien der neue Dokumentarfilm Hugo Hercules & The Wild West. Diesmal reisten die Filmemacherin Martina Fluck und ihr Protagonist der Grafikdesigner Tim Eckhorst auf den Spuren des Illustrators und Malers W. H. D. Koerner nach Chicago, Iowa, Wyoming und Montana. Auch Koerner kam in Norddeutschland zur Welt und wanderte mit seiner Familie aus. In den USA kreierte er 1902 den ersten Superhelden-Comic Hugo Hercules. Dann entdeckte er seine Liebe zum sogenannten Wilden Westen. Seine Bilder bildeten die Vorlage zu den ersten großen Hollywood–Western und prägen so das visuelle Gedächtnis vom Wilden Westen.
Eine Serie mit Dokumentarfilmen in der Nachwende-Zeit, mehreren Frauenporträts im Ausland lebender Frauen und ein von der Niedersächsischen Filmförderung unterstütztes Spielfilmdrehbuch über das Leben der Künstlerin Paula Modersohn-Becker (Liebeslied für Mathilde 1994) sind weitere Werke von Martina Fluck.